# Kostel Zvěstování Páně (Břežany)
Kostel Zvěstování Páně je římskokatolický chrám v Břežanech v okrese Znojmo. Je chráněn jako kulturní památka České republiky.

## Historie
První písemná zmínka o vsi pochází z roku 1222. V tomto roce zde byl vysvěcen původní kostel sv. Bartoloměje. Do té doby byly Břežany součástí farnosti Pravice, písemnými prameny doložené k roku 1191. Kostel během staletí velmi zchátral. Při svatbě hraběnky Gabriely Lichtenštejnové (1738) ze vstupního portálu vypadnul kámen. Hraběnka složila slib, že pokud se na ni při svatbě kostelík nezřítí a ona se někdy stane dědičkou rodového majetku (v tu chvíli to bylo nepravděpodobné), nechá postavit nový kostel. To se stalo v letech 1765–1771. Kostel byl zasvěcen patrociniu Zvěstování Páně.

## Interiér
Jde o jednolodní stavbu s mírně odsazeným kněžištěm ukončeným apsidou, k němuž na bocích přiléhá sakristie s oratořemi v patře. Fasády členěné rámujícími lizénami, jsou prolomeny vysokými okny se záklenkem. Vstup do kostela je podvěžím, zaklenutým plackami mezi pasy. Apsida je zaklenuta konchou s výsečemi. V západní části lodi je hudební kruchta.
Zařízení kostela je jednotné z doby vzniku kostela, s ojedinělými pozůstatky výzdoby původního chrámu. Ve věži jsou zavěšeny zvony přenesené sem ze starého kostela. Velký zvon pochází z roku 1600.
Jde o farní kostel farnosti Břežany u Znojma.